# Diatrib
Diatrib (grekiska: διατριβή) betecknar en hätskt hållen stridsskrift. Diatrib kan även åsyfta en lärd utläggning. Exempel på diatrib är Martin Luthers och Erasmus av Rotterdams diatriber om människans vilja är fri eller inte.